# Eleição municipal de Vitória da Conquista em 1988
A eleição municipal de Vitória da Conquista em 1988 ocorreu em 15 de novembro. O prefeito era José Pedral Sampaio do PMDB. Murilo Mármore do PMDB foi eleito em turno único, derrotando o candidato Sebastião Castro, do PDT.

## Candidatos à prefeitura
| Candidato a Prefeito | Cargo Anterior               | Partido | Candidato a Vice-Prefeito | Partido | Cargo Anterior                                 | Número | Frente Partidária                                            |
| -------------------- | ---------------------------- | ------- | ------------------------- | ------- | ---------------------------------------------- | ------ | ------------------------------------------------------------ |
| Murilo Mármore       | Diretor-presidente da EMURC  | PMDB    | Clóvis Flores             | PMDB    | Secretário de Finanças de Vitória da Conquista | 15     | PMDB, PSDB, PDS, PDC e PSB                                   |
| Sebastião Castro     | Deputado Estadual pela Bahia | PDT     | Margarida Oliveira        | PFL     | Delegada do MEC na Bahia                       | 12     | União da Conquista rumo à Prefeitura PDT, PFL, PSC, PTB e PL |
| Walter Pires         |                              | PT      | -                         | -       | -                                              | 13     | Partido Isolado                                              |

## Resultado
| Candidato(a)             | Vice                     | 1º turno 15 de novembro | 1º turno 15 de novembro |
| Candidato(a)             | Vice                     | Votação                 | Votação                 |
| Candidato(a)             | Vice                     | Total                   | Percentagem             |
| ------------------------ | ------------------------ | ----------------------- | ----------------------- |
| Murilo Mármore (PMDB)    | Clóvis Flores (PMDB)     | 25.252                  | 54,32%                  |
| Sebastião Castro (PDT)   | Margarida Oliveira (PFL) | 20.315                  | 43,70%                  |
| Walter Pires (PT)        | -                        | 918                     | 1,97%                   |
| → Total de votos válidos | → Total de votos válidos | 46.485                  | 100%                    |
| → Votos em branco        | → Votos em branco        | 9.314                   | 15,74%                  |
| → Votos nulos            | → Votos nulos            | 4.109                   | 7,06%                   |
| Total                    | Total                    | 59.908                  | 100%                    |
| Abstenções               | Abstenções               | 13.423                  | 22,41%                  |